# Colonia Soto (Sonora)
Colonia Soto, o también llamada Caurará (del idioma mayo Káwrara: "Guayparín"), es una localidad del municipio de Etchojoa ubicada en el sur del estado mexicano de Sonora, en la zona del valle del Mayo. Según los datos del Censo de Población y Vivienda realizado en 2020 por el Instituto Nacional de Estadística y Geografía (INEGI), Colonia Soto (Caurará) tiene un total de 406 habitantes.

## Geografía
Colonia Soto (Caurará) se sitúa en las coordenadas geográficas 26°54'21" de latitud norte y 109°36'04" de longitud oeste del meridiano de Greenwich, a una elevación de 10 metros sobre el nivel del mar.